# 李德宏
李德宏，OBE[?]（1926年2月15日—2004年9月29日），英國殖民地獸醫和漁農官員，1980年至1986年任香港漁農處處長，任內於1980年至1983年兼任立法局官守議員。
李德宏1948年畢業於愛丁堡大學皇家（迪克）獸醫學院，1956年加入香港政府任職獸醫官前，曾先後在蘇格蘭和香港私人執業。他在1964年出任助理處長，1971年任副處長，到1980年接替李國士任漁農處處長。他在漁農處處長任內曾主持全港性的預防瘋狗症運動；同時間，面對香港農業急劇萎縮，他積極支持提升菜農的耕作水平和改善漁民子弟的教育服務。香港自從七十年代劃訂多幅郊野公園和開闢麥理浩徑以後，李德宏在任內也先後在1984年和1985年先後開闢了鳳凰徑和港島徑兩條全新的遠足徑，為郊遊人士提供新的遠足選擇。
李德宏退出政府後曾獲邱德根邀請擔任亞洲電視國際事務總監，後來又曾任文化傳信獨立非執行董事。晚年的他與妻子在澳洲昆士蘭省黃金海岸過退休生活，直到2004年在當地去世。

## 生平

### 早年生涯
李德宏1926年2月15日生於英國蘇格蘭斯特蘭拉爾（Stranraer），1931年入讀斯特蘭拉爾學院（Stranraer Academy），1938年升讀斯特蘭拉爾高校（Stranraer High School）。1943年高校畢業後，有志成為獸醫的他在同一年入讀愛丁堡大學皇家（迪克）獸醫學院（Royal (Dick) Veterinary College），至1948年取得理學士（B.Sc.）學位畢業，後來又分別獲得愛丁堡大學獸醫學學士（B.V.M. & S.）、皇家獸醫學院院員（M.R.C.V.S.）和生物研究院院員（M.I.Biol.）等資歷，到1965年9月21日還當選皇家衛生學會院士（F.R.S.H.）。
大學畢業後，李德宏最初在1948年於母校皇家（迪克）獸醫學院任職駐院獸醫兼助理講師，但不足一年便於1949年起轉為私人執業，最初他在拉納克郡比格（Biggar）執業，其後在1950年返回出生地斯特蘭拉爾執業。1952年，他決定轉往香港發展，除了在當地私人執獸醫業，又受聘為英皇御准香港賽馬會和牛奶公司冰廠及冷房的普通獸醫。1952年至1960年間，他還應募參與後備警察隊（1957年起改稱香港輔助警察隊）的工作。

### 港府生涯

#### 漁農處生涯
1956年5月，李德宏獲香港政府聘用，加入當時的農林漁業管理處（1960年和1964年先後改稱農林業管理處和漁農業管理處）擔任獸醫官，任內於1959年10月通過廣東話第三部份考試，以及於1957年4月至3月、1957年11月至1958年1月、1958年10月至1959年6月、1961年10月至1962年10月和1963年4月至10月，分別署任高級獸醫官一職。擔任獸醫官和署理高級獸醫官期間，他主要負責獸醫、農業和合作社事務，需要到新界各偏遠地區工作，另外先後在1958年5月和1962年10月獲派往日本參與農業考察。

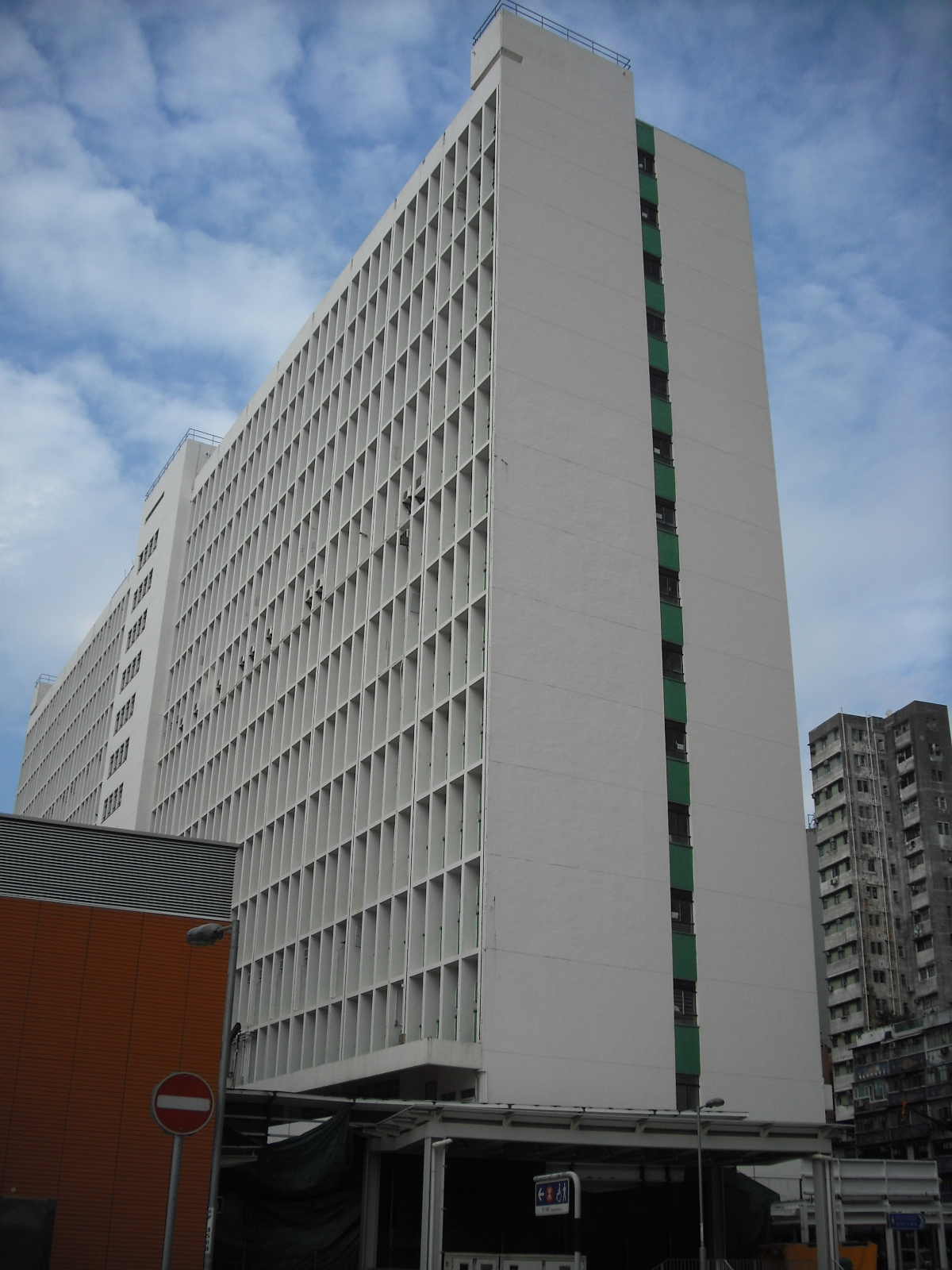
漁農處總部曾設於廣東道政府合署

李德宏早年也多次代表港府和英政府出席地區性農業會議，較主要的例子包括在1959年5月以港府代表身份，出席在日本東京舉行，首次由聯合國糧食及農業組織和世界衛生組織合辦的亞洲及西太平洋人畜共通傳染病及公共衛生會議、1961年12月代表英政府和港府到泰國曼谷出席第三次遠東動物生產及健康會議、1963年12月代表英政府和港府到新加坡出席發展中國家豬隻疾病及生產會議、以及在1964年9月以港府代表身份在英國艾克斯特大學出席英聯邦農業合作會議等。
1964年10月，李德宏獲擢升為漁農業管理處（簡稱漁農處）助理處長（農林及獸醫），同時兼任合作社助理註冊官，隨後進一步於1968年2月28日奉委官守太平紳士，繼後還於1971年5月晉升為漁農處副處長兼合作社副註冊官。在任助理處長和副處長期間，他曾經多次署任漁農處處長一職，此外曾於1965年6月到意大利羅馬代表英政府和港府出席聯合國糧食及農業組織和世界動物衛生組織合辦的豬瘟及非洲豬瘟會議、1966年10月再次代表兩個政府到錫蘭（斯里蘭卡前身）出席第五次遠東動物生產及健康會議、以及在1966年11月代表港府到日本東京出席聯合國糧食及農業組織亞洲及遠東農業擴展會議等。
六七暴動期間，中共方面一度減少主食與副食品對香港的供給，李德宏遂於1967年8月至9月期間受命率領一個由三人組成的食品供應代表團，先後前往日本、韓國和美屬沖繩等地，與當地政府和食品供應商會面，商討一旦緊急情況下向香港額外供應糧食的可能。踏入七十年代以後，李德宏繼續關注農業和合作社事務；而隨著時任香港總督麥理浩爵士大力發展郊野公園，李德宏還見證大批郊野公園的設立，而這些新設立的郊野公園均交由漁農處管理。
在漁農處的工作以外，李德宏多年來還參與不少與動物事務和農業相關的公職，當中包括在1957年至1961年出任防止虐待禽畜會（香港愛護動物協會前身）執行委員會委員、1958年起出任嘉道理農業輔助會貸款基金及顧問委員會委員、1958年任皇家衛生學會香港分會小組考官、以及在1964年起任港府屠房及厭惡性行業專責委員會委員等職。

#### 漁農處處長

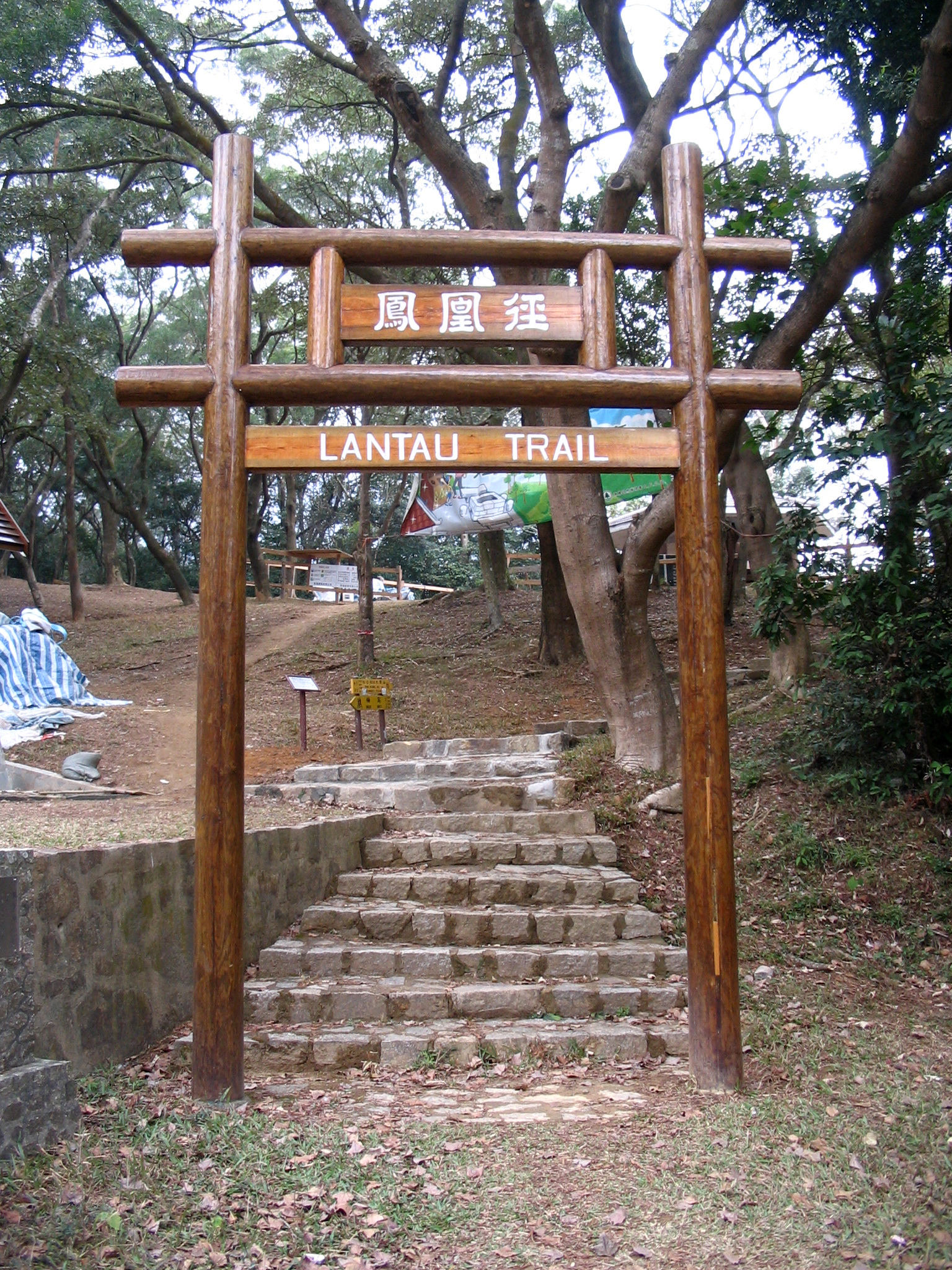
1984年啟用的鳳凰徑

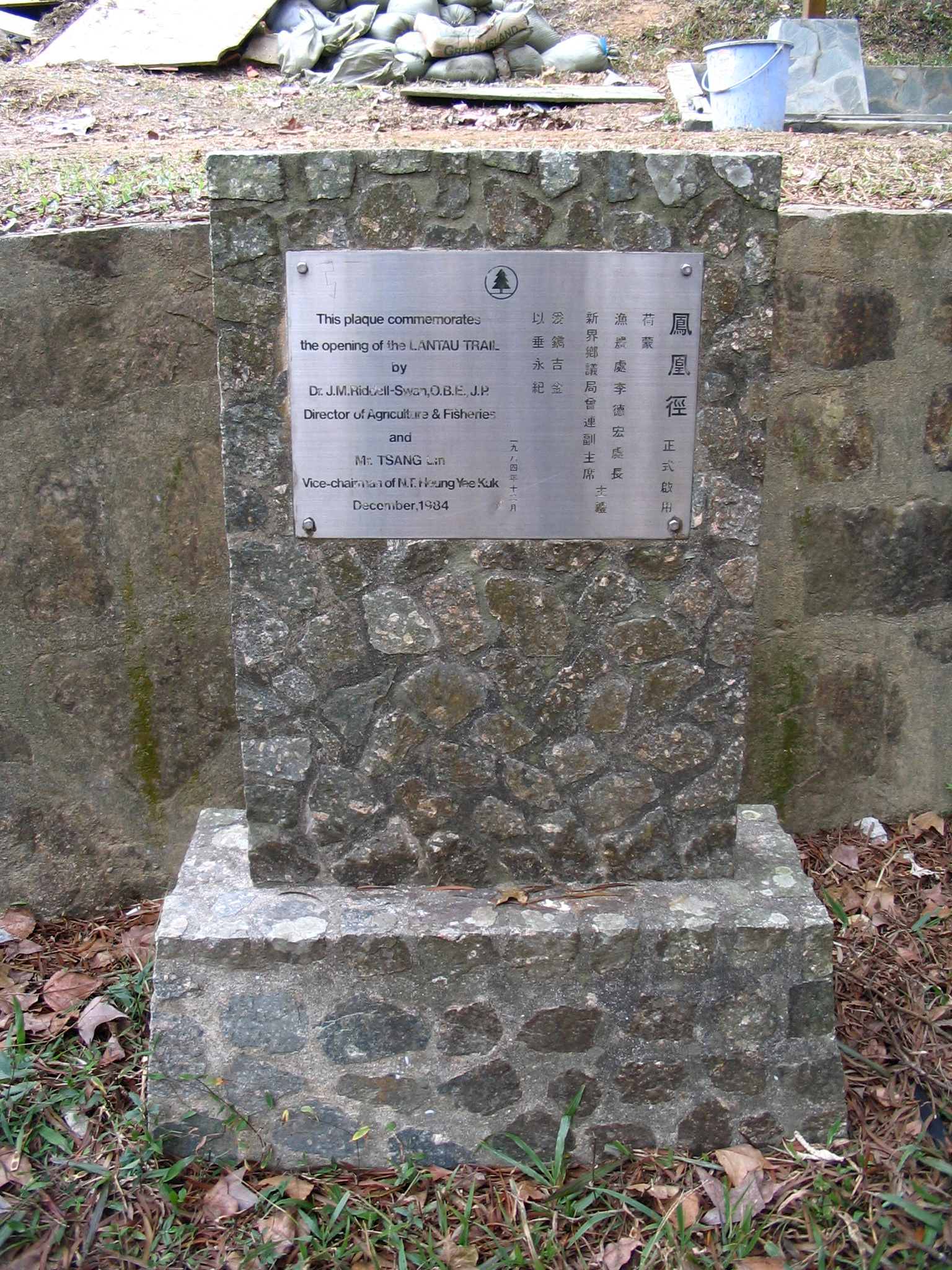
鳳凰徑在1984年12月4日揭幕的碑文

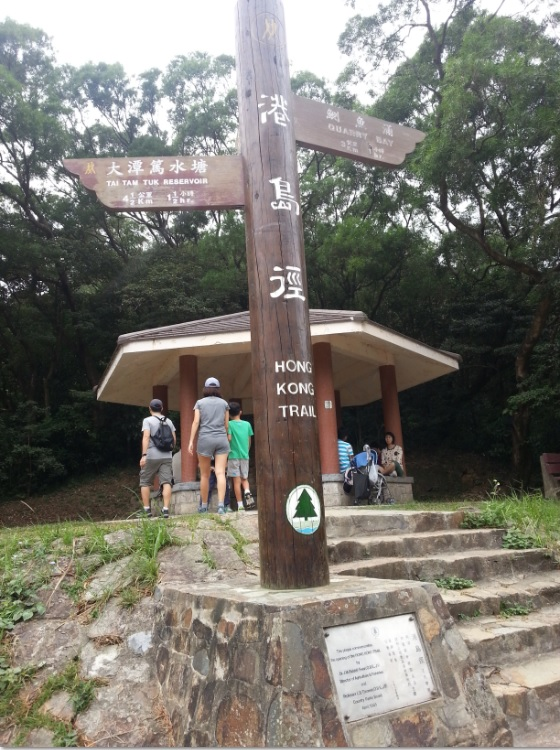
1985年啟用的港島徑

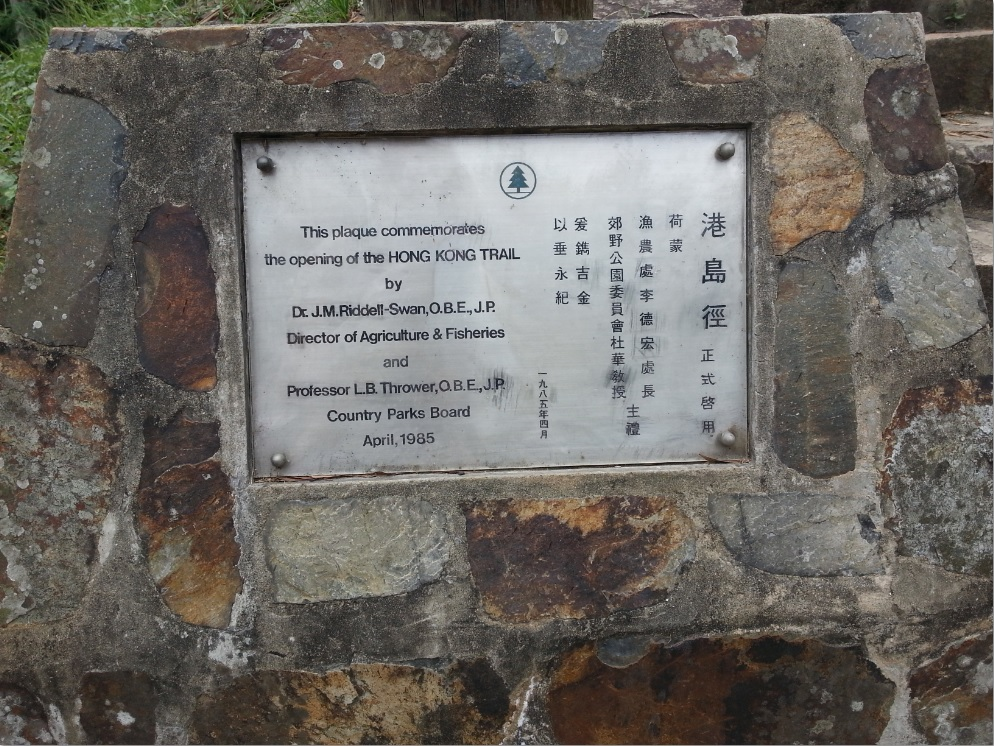
港島徑在1985年4月24日揭幕的碑文

1980年2月，李德宏接替退休的李國士（E. H. Nichols）出任漁農處處長，並兼任多個與漁農和自然環境有關的官職，其中計有統營處處長、合作社註冊官、儲蓄互助社註冊官、郊野公園委員會主席、郊野公園管理局總監、約瑟信託基金信託人、魚類統營顧問委員會主席和蔬菜統營顧問委員會主席等職。此外，李德宏在1980年3月以漁農處處長身份奉委立法局官守議員，一任三年多，至1983年8月立法局休會後卸任，自此漁農處處長不再擔任立法局官守議員之職。
在漁農處處長任內，針對1980年出現的多宗瘋狗症個案，李德宏在當年發起全港性狗隻注射疫苗運動和流浪狗捕捉行動，從而有效減低市民感染瘋狗症的風險。另一方面，面對香港農業急劇萎縮，他任內積極支持提升菜農的耕作水平，除了引入和研發先進的耕作設備和技術，又繼續推動部門向農民發放貸款的政策，以及推動合作社和儲蓄互助社的發展。為了保障農業發展和農民利益，李德宏在1983年提出劃訂農業保留區，讓郊區保留一定的農業用地。李德宏也特別關注漁民子弟的教育，任內曾擴充漁民學校的教師人手和學額，讓漁民子弟能夠就近接受教育。
在郊野公園事務方面，隨著港府在1970年代開闢大量的郊野公園，踏入1980年代以後，李德宏在現有郊野公園的基礎上主持兩條大型遠足徑的開發；第一條是鳳凰徑，於1984年12月4日由李德宏和鄉議局副主席曾連主持揭幕，是繼麥理浩徑以後香港第二條遠足徑；該條遠足徑環繞大嶼山南部，全長達70公里，雖然比麥理浩徑短大約30公里，但路線要險要得多，沿途也以風景優美聞名。至於第二條遠足徑是貫通香港島東西兩邊的港島徑，於1985年4月24日由李德宏和郊野公園委員會委員杜華教授（Professor L. B. Thrower）主持揭幕，該條遠足徑全長約50公里，沿途更有大潭水塘等不少歷史古蹟。
李德宏在漁農處處長任內還身兼皇家救生會香港分會（1996年被香港拯溺總會取代）顧問、嘉道理農業輔助會貸款基金委員會主席、世界自然基金會香港分會信託人兼該會科學顧問委員會委員、香港生產力促進局委員和美國的太平洋科學協會理事會成員等。1982年，李德宏又推動創立香港獸醫學會，並在學會成立後擔任首任會長。
1986年3月，在政府任職近30年的李德宏正式退休，由本身是華人的副處長李熙瑜博士接任，因此李德宏也成為香港歷史上最後一位擔任漁農處處長的外籍人士。為表揚他在農業事務方面的表現，李德宏早在1981年已獲英廷頒授OBE勳銜。

### 晚年生涯
李德宏退出政府後，起初與妻子選擇定居於澳洲昆士蘭省黃金海岸的逍遙灣（Runaway Bay）過退休生活；但不久以後，他在1987年12月應香港富商邱德根的邀請返港擔任亞洲電視國際事務總監，負責向海外地方推廣亞視業務。他上任的時候表示自己以香港為家鄉，在澳洲的時候也曾收看當地轉播亞視製作的《武則天》電視劇集。1989年邱德根退出與林百欣入主亞視後，李德宏獲得留任，其後職稱又改為行政及國際事務總監，至1994年卸任。除了亞視外，他還曾於1992年至1998年擔任香港大型出版商文化傳信的獨立非執行董事一職。
李德宏晚年再一次返回澳洲黃金海岸逍遙灣，他於2004年9月29日在當地逝世，終年78歲。2006年2月15日，李德宏的遺孀捐出款項為他的母校蘇格蘭愛丁堡大學皇家（迪克）獸醫研究學院設立「李德宏獎學金」（The John Riddell-Swan Scholarship），以紀念李德宏八秩冥壽；同時間，李德宏夫人捐出當年丈夫獲得的OBE勳章和退休時獲頒的銀碟予校方保存。2009年，李德宏夫人又藉與丈夫結婚金禧，捐出鉅款協助研究學院設立一所獸醫癌症中心，該中心遂命名為李德宏獸醫癌症中心（Riddell-Swan Veterinary Cancer Centre），並於同年6月9日由時任漢密爾頓公爵夫人主持揭幕啟用儀式，以為紀念。

## 個人生活
李德宏信奉長老教會，1959年8月26日在香港娶生於中國福州的華裔女子Tang Nan-tuan, Minnie為妻，兩人婚後在澳洲昆士蘭省黃金海岸的逍遙灣渡蜜月，那裡後來也成為他們退休後定居的地方。李德宏生前也是英皇御准香港賽馬會遴選會員。

## 榮譽

### 殊勳
- 以下列出榮譽全稱及縮寫：^ 
  - 官守太平紳士（J.P.） （1968年2月28日[3]）
  - 英帝國官佐勳章（O.B.E.） （1981年英女皇壽辰授勳名單[16]）

### 以他命名的事物
- 李德宏獎學金（The John Riddell-Swan Scholarship）：設立於2006年2月15日，由愛丁堡大學皇家（迪克）獸醫研究學院（英语：Royal (Dick) School of Veterinary Studies）頒發。[23]
- 李德宏獸醫癌症中心（Riddell-Swan Veterinary Cancer Centre），於2009年6月9日啟用，附屬於愛丁堡大學皇家（迪克）獸醫研究學院。[18]

## 注腳
1. 1 2 3 4 5 6 7 8 9 10 11 12 13 14 15 16 17 18  Walker (1973), pp.396-397.
2. 1 2 3 4 5 6  Sinclair (1984), p.319.
3. 1 2  Civil and Miscellaneous Lists, Hong Kong Government (1973), p.86.
4. 1 2 3  〈漁農處長李國士榮休，副處長李德宏將繼任〉（1979年7月7日）
5. 1 2  〈漁農副處長三人小組赴日韓等地洽商歸來〉（1967年9月3日）
6. 1 2 3  〈本年度英女王壽辰本港官民榮獲授勳〉（1981年6月13日）
7. ↑  〈接近二千頭犬隻已接受防疫注射〉（1980年10月9日）
8. ↑  〈採用現代科技提高蔬菜產量〉（1981年3月13日）
9. ↑  〈漁農處長李德宏勘察受影響魚場〉（1980年5月14日）
10. ↑  〈新界劃出若干土地設立農業保留地區〉（1983年3月19日）
11. ↑  〈漁民教育完善有助漁業發展〉（1981年3月15日）
12. 1 2 3  〈鳳凰徑昨日正式開放〉（1984年12月5日）
13. ↑  〈五十公里長港島徑橫跨五個郊野公園，昨由李德宏杜華主持揭幕儀式〉（1985年4月25日）
14. ↑  Hong Kong Veterinary Association: 25th Anniversary (2007), p.1.
15. ↑  〈港府多位高官調動：杜迪獲委任房屋司、彭玉陵任房屋署長、李熙瑜任漁農處長〉（1986年2月5日）
16. 1 2  "Supplement to Issue 48639 （页面存档备份，存于）", London Gazette, 12 June 1981, p.17.
17. 1 2  〈亞洲電視正式宣佈委任李德宏為國際事務總監〉（1987年12月11日）
18. 1 2 3 4 5  "Cancer Centre Launch" (Autumn 2009), p.3.
19. 1 2  〈李德宏到亞視履新〉（1987年12月8日）
20. ↑  Television & Cable Factbook Vol. 61 (1993), p.302.
21. ↑  "Riddell-Swan, John Morrison" (retrieved on 29 January 2014)
22. ↑  University of Edinburgh Journal Vol. 42 (2005), p.62.
23. 1 2 3  "The John Riddell-Swan Scholarship" (27 February 2007)

### 中文資料
- 〈漁農副處長三人小組赴日韓等地洽商歸來〉，《華僑日報》第二張第二頁，1967年9月3日。
- 〈漁農處長李國士榮休，副處長李德宏將繼任〉，《華僑日報》第五張第三頁，1979年7月7日。
- 〈漁農處長李德宏勘察受影響魚場〉，《香港工商日報》第六頁，1980年5月14日。
- 〈接近二千頭犬隻已接受防疫注射〉，《香港工商日報》第八頁，1980年10月9日。
- 〈採用現代科技提高蔬菜產量〉，《香港工商日報》第六頁，1981年3月13日。
- 〈漁民教育完善有助漁業發展〉，《香港工商日報》第八頁，1981年3月15日。
- 〈本年度英女王壽辰本港官民榮獲授勳〉，《華僑日報》第六張第二頁，1981年6月13日。
- 〈新界劃出若干土地設立農業保留地區〉，《香港工商日報》第五頁，1983年3月19日。
- 〈鳳凰徑昨日正式開放〉，《大公報》第二張第八版，1984年12月5日。
- 〈五十公里長港島徑橫跨五個郊野公園，昨由李德宏杜華主持揭幕儀式〉，《大公報》第二張第六版，1985年4月25日。
- 〈港府多位高官調動：杜迪獲委任房屋司、彭玉陵任房屋署長、李熙瑜任漁農處長〉，《華僑日報》第二張第一頁，1986年2月5日。
- 〈李德宏到亞視履新〉，《華僑日報》第五張第四頁，1987年12月8日。
- 〈亞洲電視正式宣佈委任李德宏為國際事務總監〉，《華僑日報》第六張第四頁，1987年12月11日。

### 英文資料
- Walker, Joseph, Hong Kong Who's who: An Almanac of Personalities and Their Comprehensive Histories. Hong Kong: Rola Luzzatto, 1973.
- Civil and Miscellaneous Lists, Hong Kong Government. Hong Kong: Government Printer, 1973, p.86.
- Sinclair, Kevin, Who's Who in Hong Kong. Hong Kong: Database Pub., 1984.
- Television & Cable Factbook Vol. 61. Television Digest, Incorporated, 1993.
- University of Edinburgh Journal Vol. 42. Edinburgh: University of Edinburgh, 2005.
- Hong Kong Veterinary Association: 25th Anniversary. Hong Kong: Hong Kong Veterinary Association, 2007.
- "The John Riddell-Swan Scholarship", Scholarship Corner, 27 February 2007.
- "Cancer Centre Launch", Dick Vet News Issue Number 22. Edinburgh: The Royal (Dick) School Veterinary Studies, The University of Edinburgh, Autumn 2009.
- "Riddell-Swan, John Morrison", Webb-site Who's Who, retrieved on 29 January 2014.

## 延伸閱讀
- Veterinary Record: Journal of the British Veterinary Association Vol. 155, Issue 23, 4 December 2004, p.751.

## 外部連結
- 愛丁堡大學皇家（迪克）獸醫研究學院官方網站

| 政府职务      | 政府职务                     | 政府职务          |
| ------------- | ---------------------------- | ----------------- |
| 前任： 李國士 | 香港漁農處處長 1980年–1986年 | 繼任： 李熙瑜博士 |